# Gentianidae
En nomenclatura filogenética, las genciánidas (Gentianidae) son un grupo de eudicotiledóneas que habían sido nombradas informalmente como «euastéridas» o «núcleo de las astéridas». 
El clado está compuesto por los clados de las lámidas y las campanúlidas.
Su composición es bastante similar a Asteridae según el sistema de Takhtajan (1980) y el sistema de Cronquist (1981) pero también incluye los órdenes Apiales, Aquifoliales, Garryales e Icacinaceae.

## Descripción
A pesar de que las genciánidas fueron originalmente identificadas sobre la base de evidencia morfológica, las investigaciones subsecuentes han identificado una serie de atributos que son característicos del grupo. Los mismos incluyen los estambres epipétalos, los que a lo sumo igualan en número a la cantidad de miembros de la corola, dos carpelos fusionados y óvulos unitégmicos.